# Хабаровская городская дума
Хабаровская городская дума — орган местного самоуправления города Хабаровска. Современная Дума действует с 1993 года, когда она сменила городской Совет народных депутатов. Выборы депутатов проводятся по мажоритарной системе относительного большинства. В данный момент действует VII созыв городской думы.

## История и формирование
История городского самоуправления в Хабаровске восходит к 1880 году с созданием городской управы. Городская Дума как орган местного управления существовала и в дореволюционный период, начиная с 1894 года после принятия «Городового положения» Александром III, которое ввело городские думы. В советское время статус и структура органов менялись, современная Дума начала работу в 1993 году. Здание городской думы построено в 1909 году по проекту инженера П. В. Бартошевича и отреставрировано в конце XX — начале XXI века.
Дума решает вопросы местного значения, такие как благоустройство, муниципальный бюджет, земельные вопросы, социальные и культурные программы города.

## Как избирается
- Гражданин РФ, достигший 18 лет и обладающий пассивным избирательным правом, может быть избран депутатом городской Думы.
- Избрание происходит путем всеобщего, равного и прямого тайного голосования на муниципальных выборах.
- Очередные выборы депутатов проходят во второе воскресенье октября года, когда заканчивается срок полномочий действующего созыва
- Дума избирается на 5 лет